# Receptor opioide delta

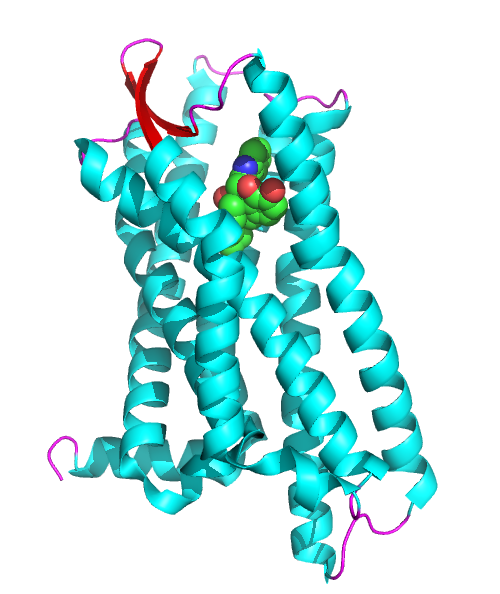
Estructura del receptor opioide tipo delta humano con naltrindol unido. Entrada PDB 4n6h

El receptor opioide delta o receptor opiode δ es un tipo de receptor opioide localizado principalmente en el cerebro y los ganglios espinales del sistema nervioso periférico. Tiene implicaciones en la analgesia y los efectos psicoactivos de los opioides, produciendo euforia. Su ligando endógeno principal son las encefalinas.
Se divide en dos subtipos: δ1 y δ2.

## Funciones
Deprime los niveles de adenilato ciclasa, abriendo un canal de potasio (K+) modulador de la proteína G, que regula la expresión de la proteína G en la glándula pineal. Además, el receptor mu es más dependiente sobre el colesterol para una señalización eficiente que el receptor δ debido a su localización y al ámbito de las membranas de Caveolina. Además, la expresión genética del receptor delta resulta en una reducción de la actividad endógena del polipéptido responsable del transporte trasmembrana de sodio y potasio (ATP1A1).

## Localización
Los receptores δ se encuentran en:
- Cerebro, en la glándula pineal.
- Sistema nervioso periférico, en los Ganglios espinales.